# Fauna de Asturias
La fauna en Asturias posee gran variedad debido a su gran diversidad de territorios que van desde la alta montaña, bosques de diverso tipo, valles o zonas de dunas o playas. 
Toda esta diversidad se ve reflejada en que un alto porcentaje del territorio tiene algún tipo de protección medioambiental. Así podemos destacar la existencia de cuatro reservas de la bioesfera, un parque nacional, cinco parques naturales, diez reservas naturales, diez parajes naturales y treinta y cinco monumentos naturales. 
Esta red de espacios naturales comprenden alrededor de un tercio del territorio de la región.
El porcentaje de espacios protegidos en el Principado de Asturias asciende a casi un 22 por ciento de su territorio, lo que en superficie supone 228 879 hectáreas. 

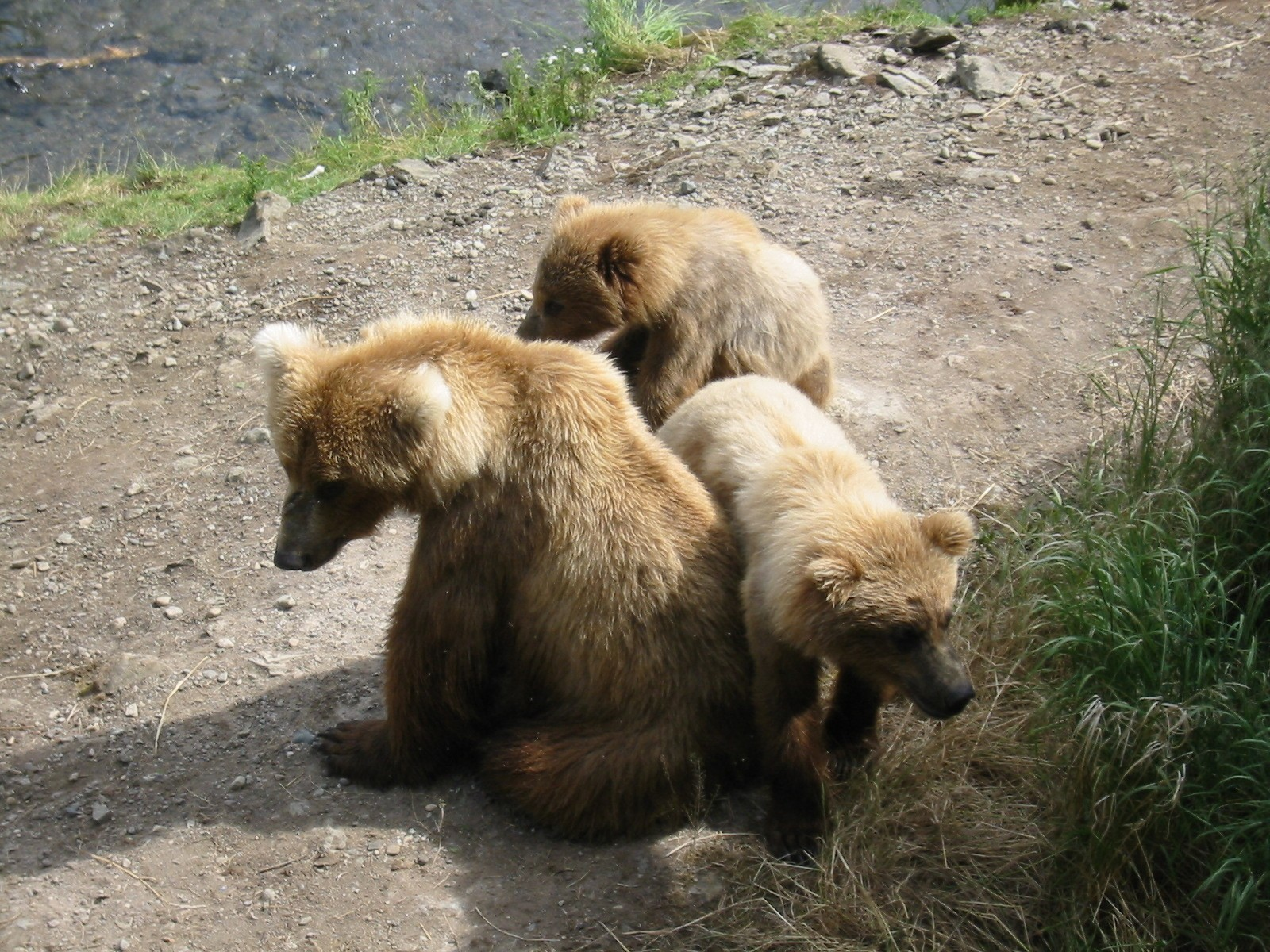
Oso pardo.

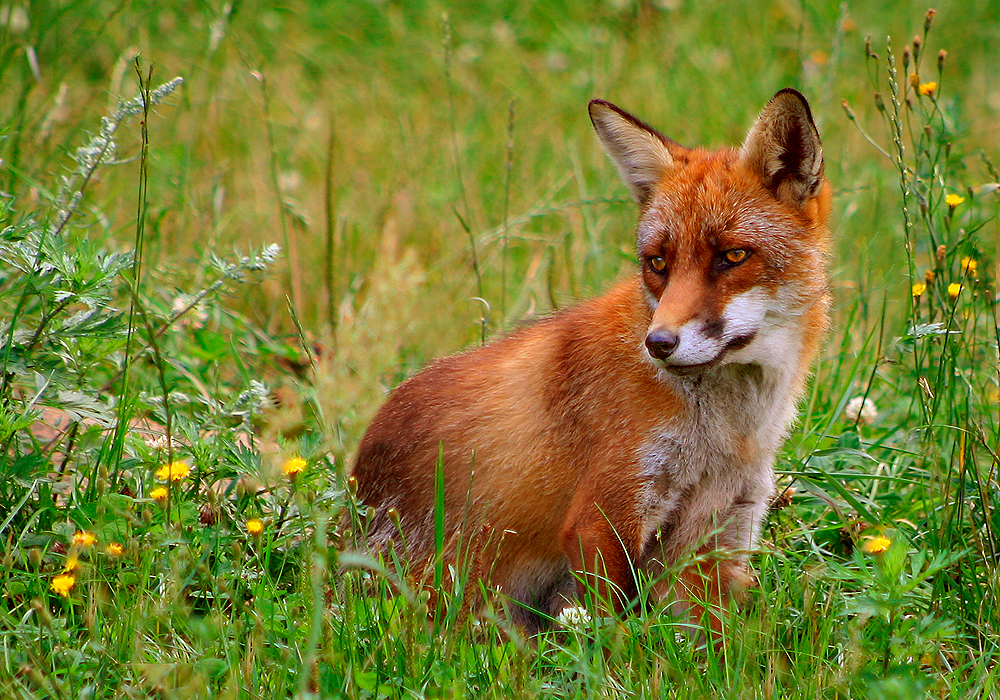
Zorro (Vulpes vulpes).

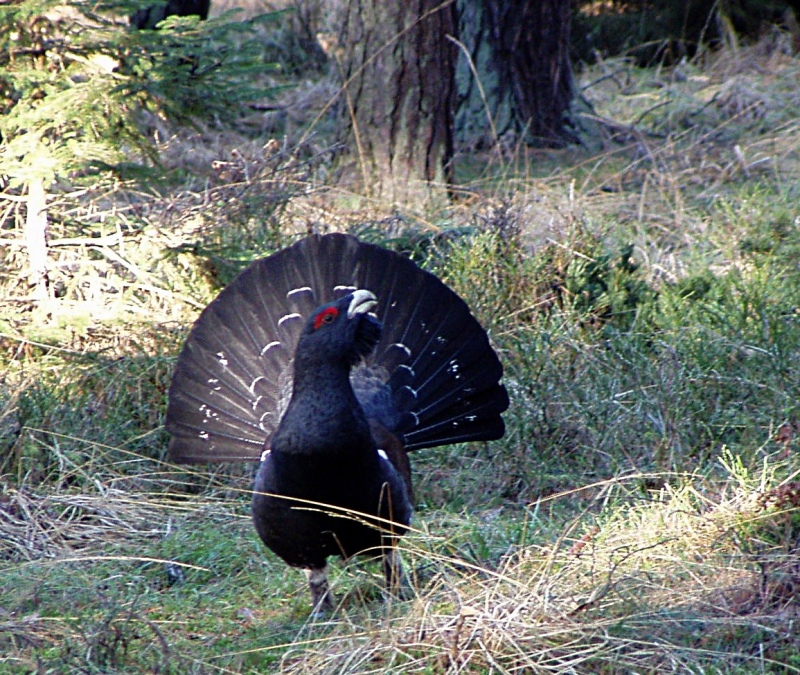
Urogallo (Tetrao urugallus).

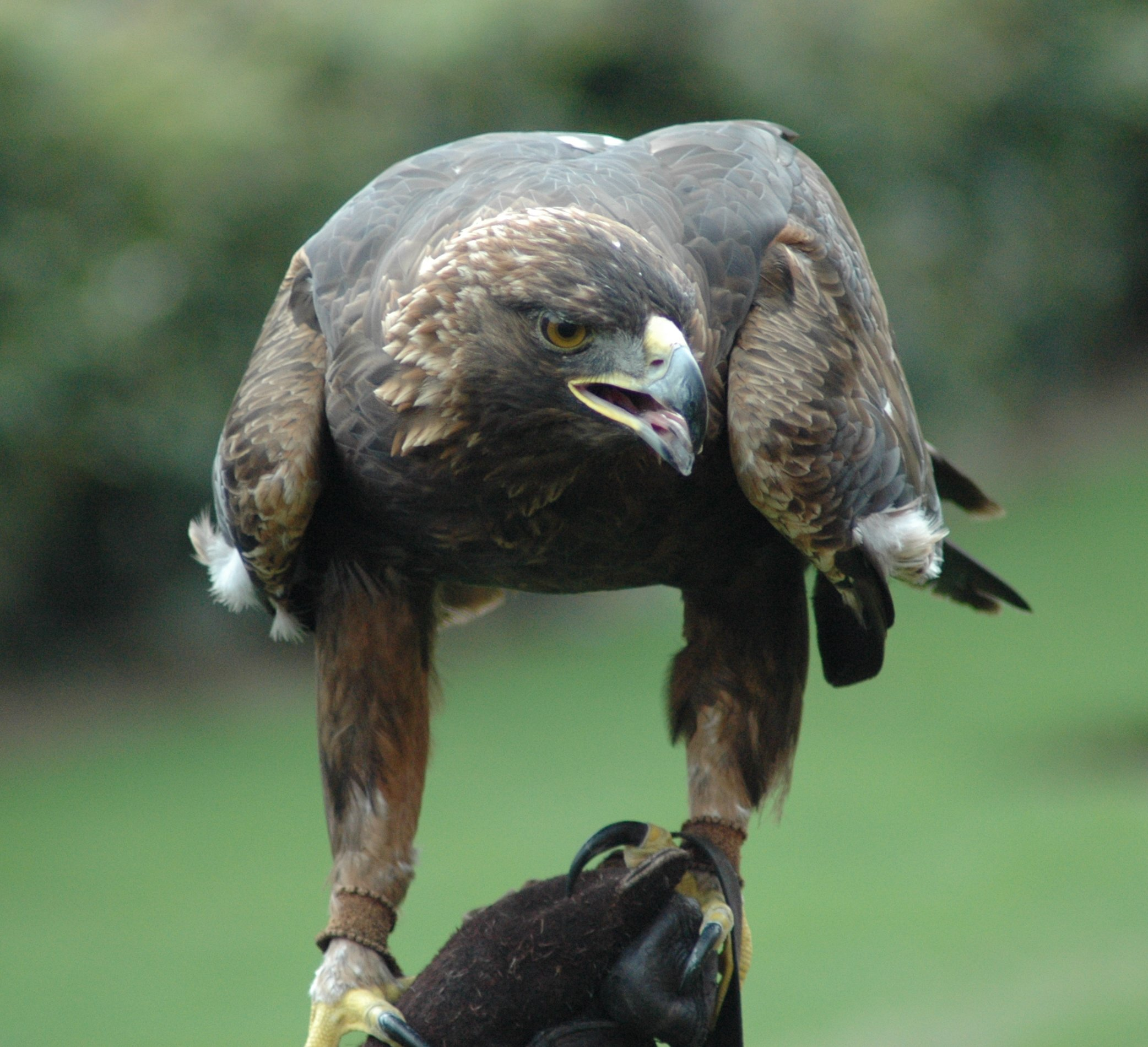
Águila real.

## Vertebrados

### FamiliaBovidae

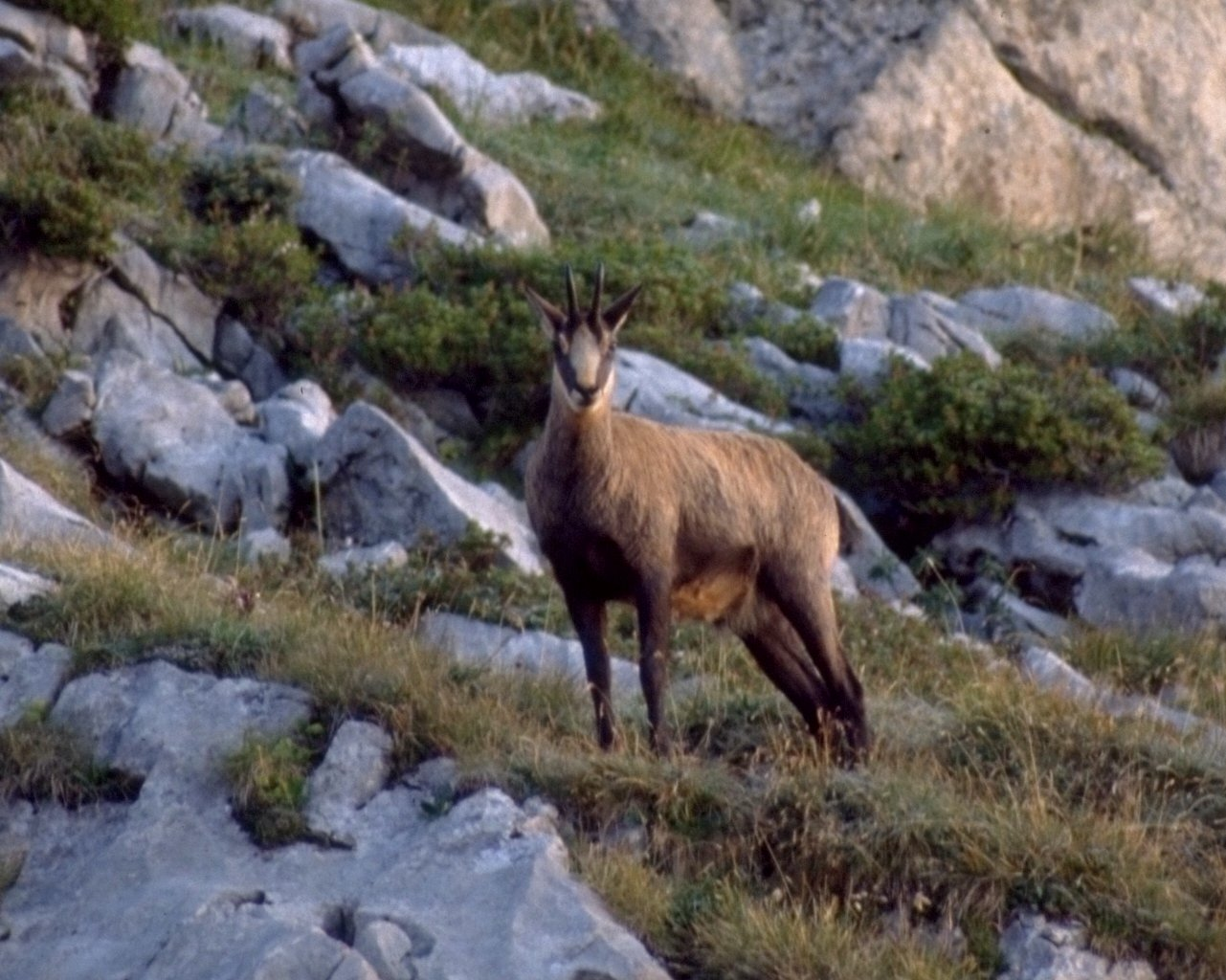
Rebeco (Rupicapra rupicapra).

- Rebeco (Rupicapra rupicapra)

### FamiliaCervidae
- Ciervo (Cervus elaphus)
- Corzo (Capreolus capreolus)
- Gamo (Dama dama)

## OrdenPerisodáctilos
Dentro de este orden podemos destacar :

## FamiliaEquidae
- Asturcón (Equus caballus)

## Orden carnívoros

### FamiliaCanidae

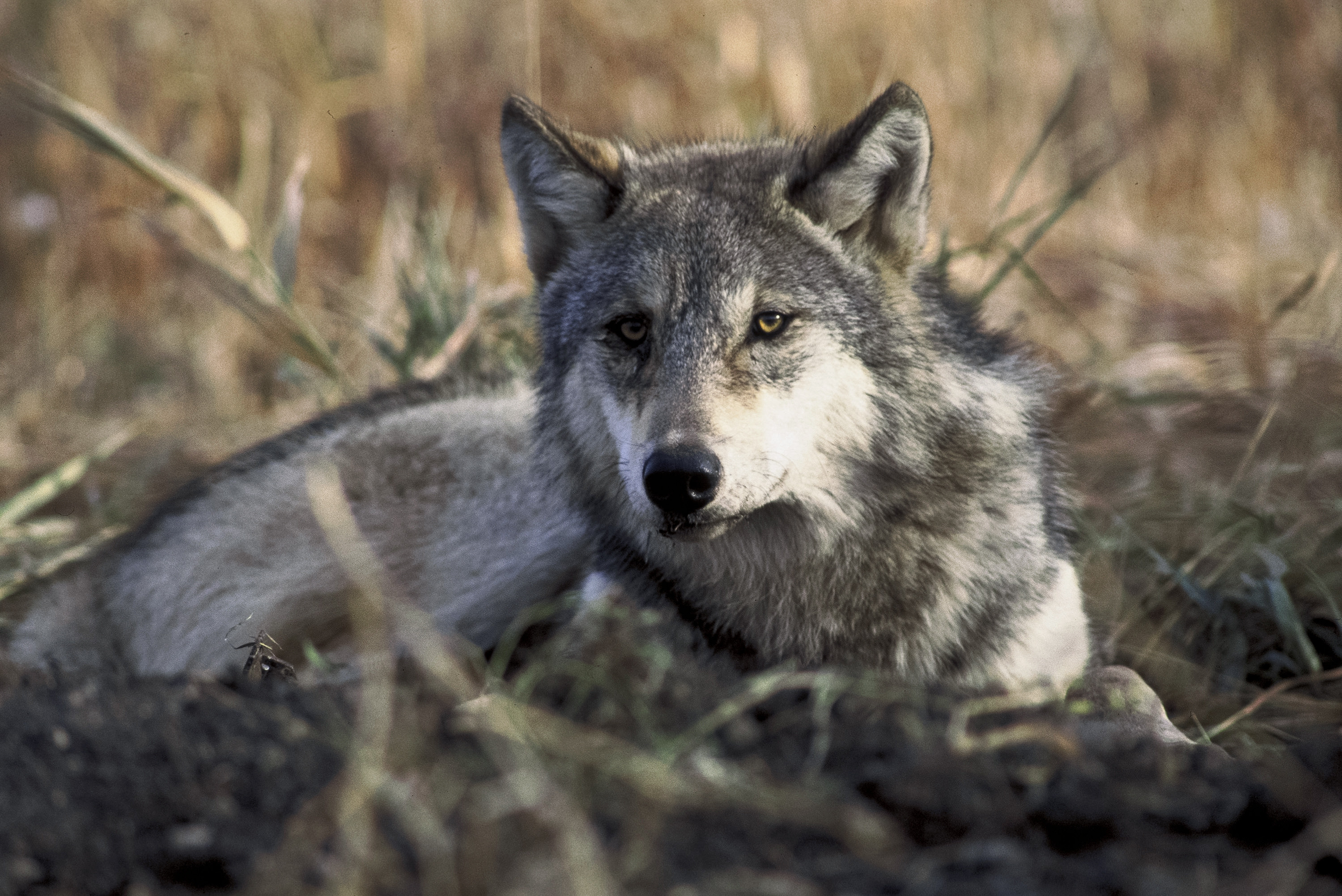
Lobo común (Canis lupus).

- Lobo, llobu o ḷḷobu ( Canis lupus signatus)
- Zorro, raposa o rapiega (Vulpes vulpes)

### FamiliaUrsidae
- Oso pardo europeo (Ursus arctos arctos)

### FamiliaMustelidae

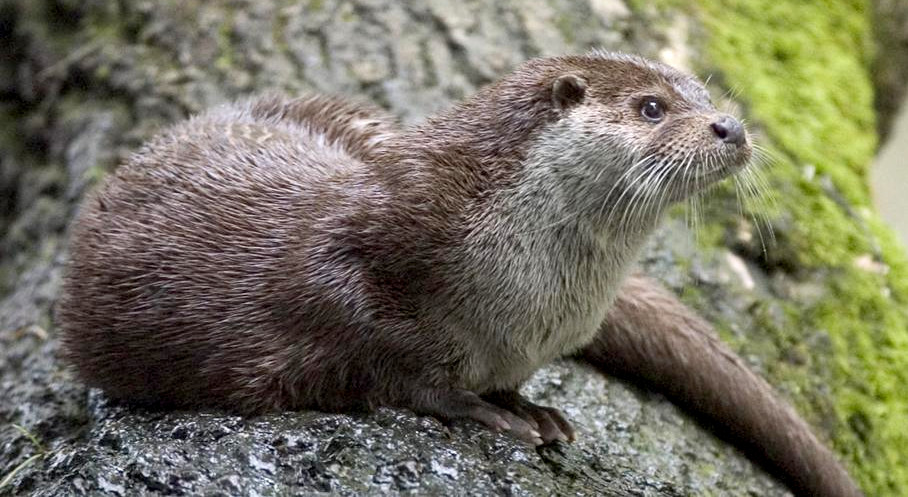
Nutria.

- Tejón, melandru, melón, tesugu (Meles meles)
- Nutria, llondra, llóndriga (Lutra lutra)
- Hurón, turón, furón (Mustela putorius)
- Marta, fuina, martalena, fura (Martes martes)
- Comadreja, mustadiella, ratalliria, llira, colleralba (Mustela nivalis)
- Garduña, fuina, remezmila, garduñu (Martes foina)
- Armiño, mustadiella blanca (Mustela erminea)

### FamiliaFelidae
- Gato montés o gatu montés, gatu algaire, algaire (Felis silvestris)

### FamiliaViverridae
- Gineta, xineta (Genetta genetta)

### FamiliaPhocidae

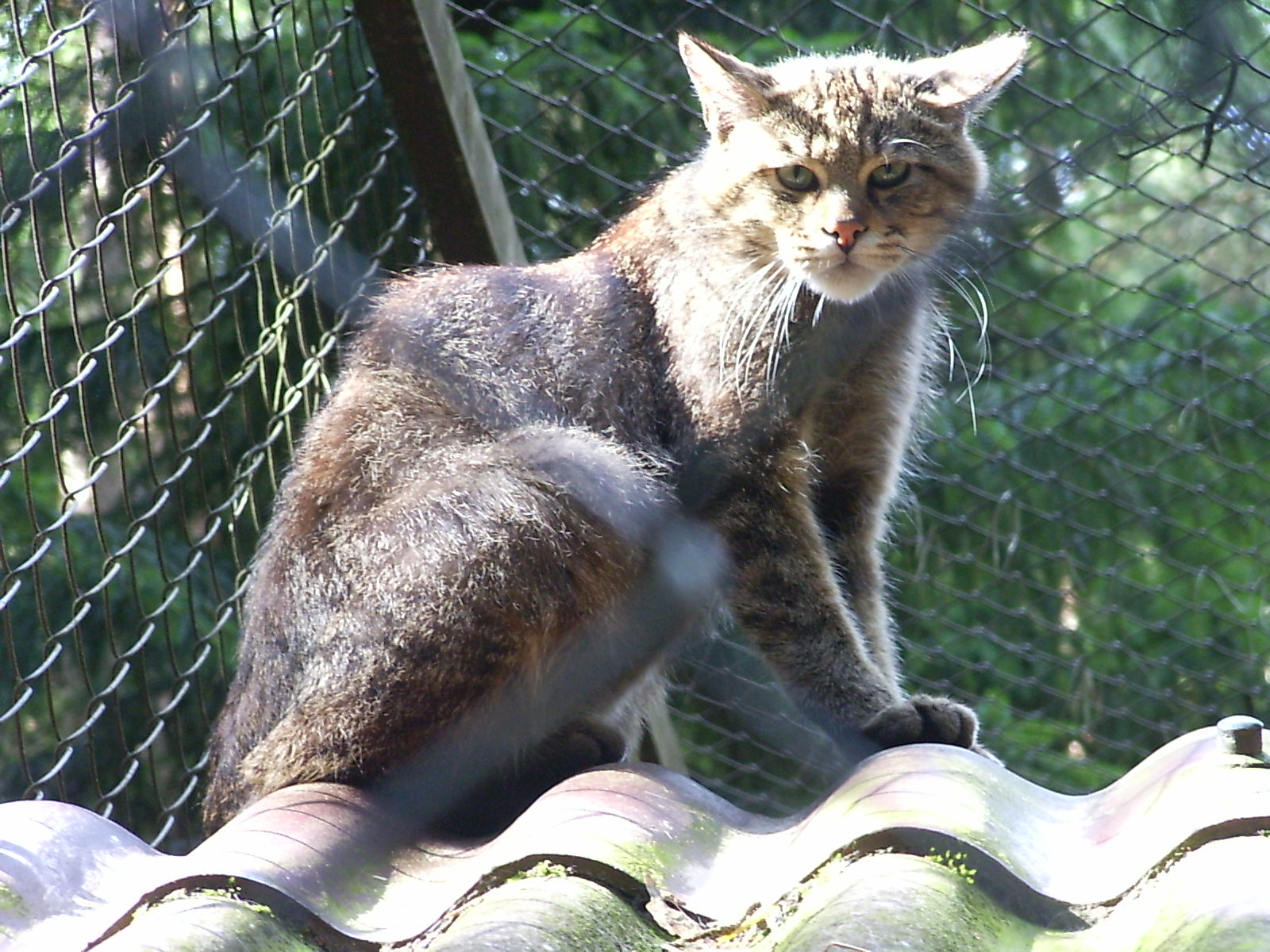
Gato montés (Felis silvestris silvestris).

- Foca común (Phoca vitulina), este ejemplar aparece esporádicamente por las costas asturianas

## Ordenroedores

### FamiliaSciuridae
- Ardilla, esguil o esguilu (Sciurus vulgaris)

### FamiliaGliridae
- Lirón gris, ratu ablaneru (Glis glis)
- Lirón careto, llirón, ratu dormidor (Eliomys quercinus)

### FamiliaArvicolidae

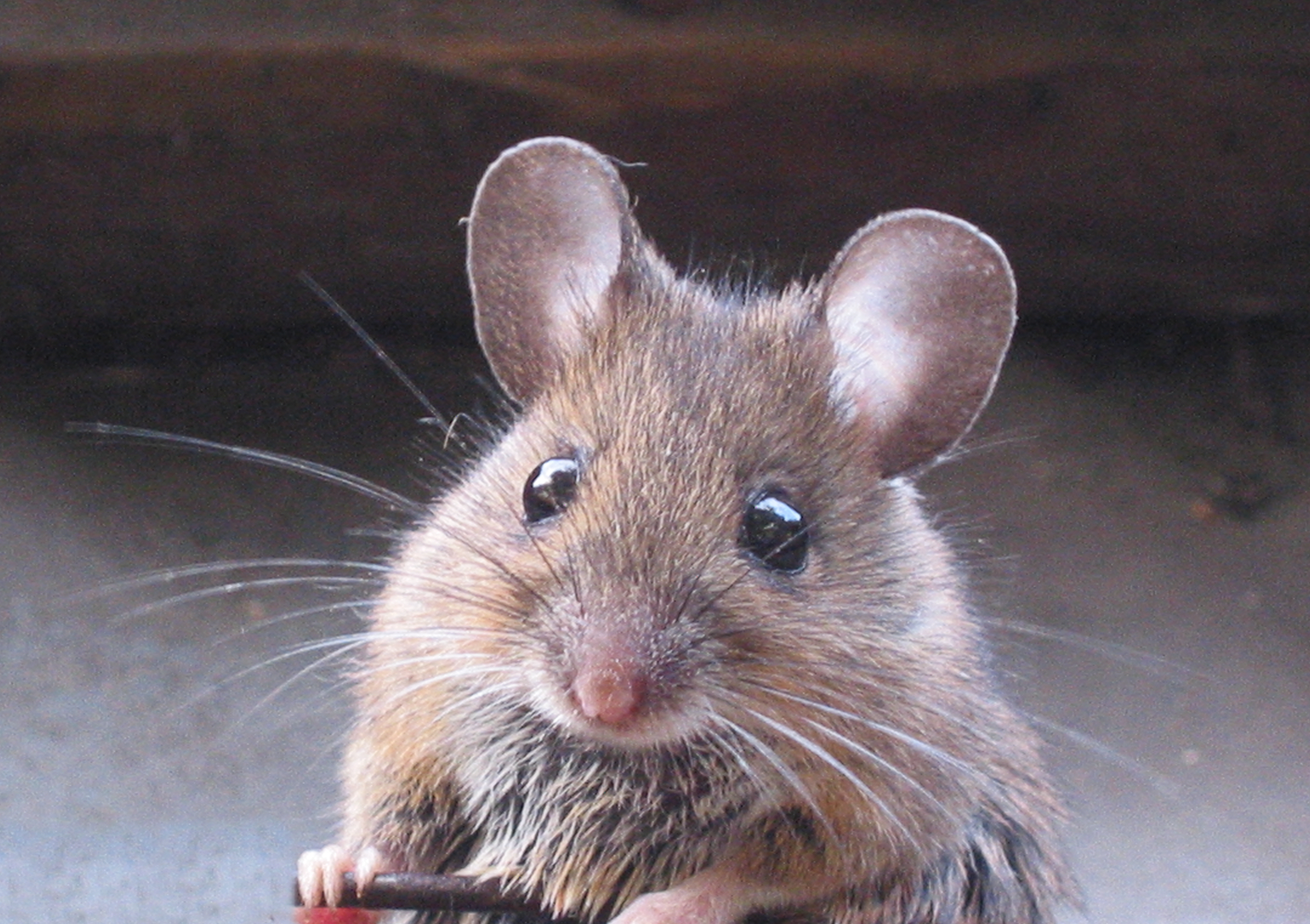
Ratón común (Mus musculus).

- Rata de agua norteña, aguarón, ratu de ríu (Arvicola scherman, anteriormente "Arvicola terrestris")
- Rata de agua, llorión, 'aguarón' (Arvicola sapidus)
- Ratilla nival o xurnia nival (Chionomys nivalis)
- Topillo oscuro (Microtus savii)
- Topillo rojo, xurnia roxa, ratu toperu (Myodes glareolus)
- Ratilla agreste, xurnia agreste (Microtus agrestis)
- Ratilla campesina, xurnia llabriega (Microtus arvalis)
- Topillo común o xurnia mediterránea (Microtus duodecimcostatus)
- Ratilla asturiana o 'topín' (Microtus guentheri)

### FamiliaMuridae

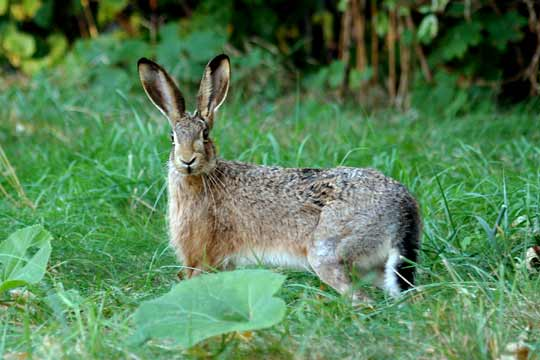
Liebre común

- Rata común, rata, aguarón (Rattus norvegicus)
- Rata campestre, rata prieta (Rattus rattus)
- Ratón casero, ratu, mur (Mus musculus)
- Ratón de campo, ratu campestre (Apodemus sylvaticus)
- Ratón leonado, ratu collariegu (Apodemus flavicollis)
- Ratón espiguero, mur la collecha (Micromys minutus)

## OrdenLagomorpha

### FamiliaLeporidae
- Liebre, llebre (Lepus europaeus)
- Conejo, coneyu o  conexu (Oryctolagus cuniculus)

## OrdenInsectívoros

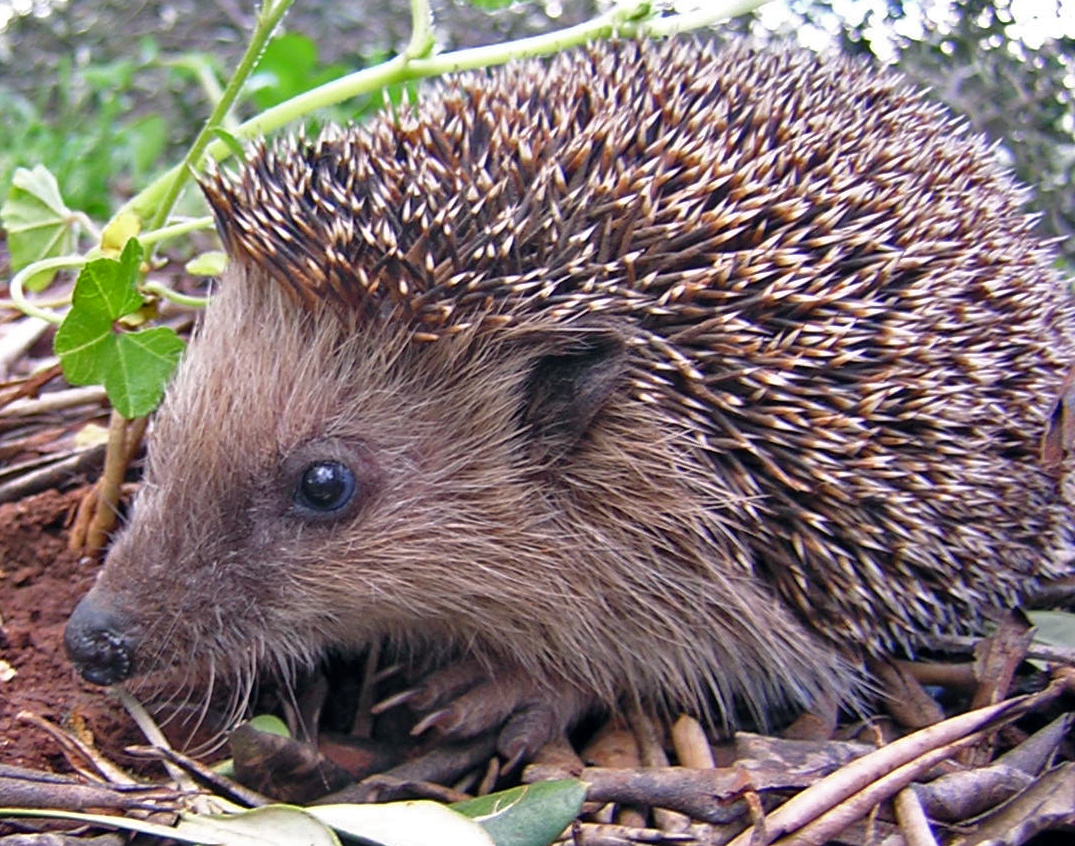
Erizo común.

### FamiliaErinaceidae
- Erizo común, corcuspín, perrucuspín, rezcayeru, oriciu (Erinaceus europaeus)

### FamiliaSoricidae
- Musaraña común, musgañu (Crocidura russula)
- Musaraña de cola cuadrada, musgañu (Sorex araneus)
- Musaraña enana, musgañu pequeñu (Sorex minutus)
- Musarañita, musgañín (Suncus etruscus)
- Musaraña campesina, 'musgañu campestre (Crocidura suaveolens)
- Musgaño de cabrera, musgañu de Miller (Neomys anomalus)
- Musgaño patiblanco, musgañu acuáticu (Neomys fodiens)

### FamiliaTalpidae

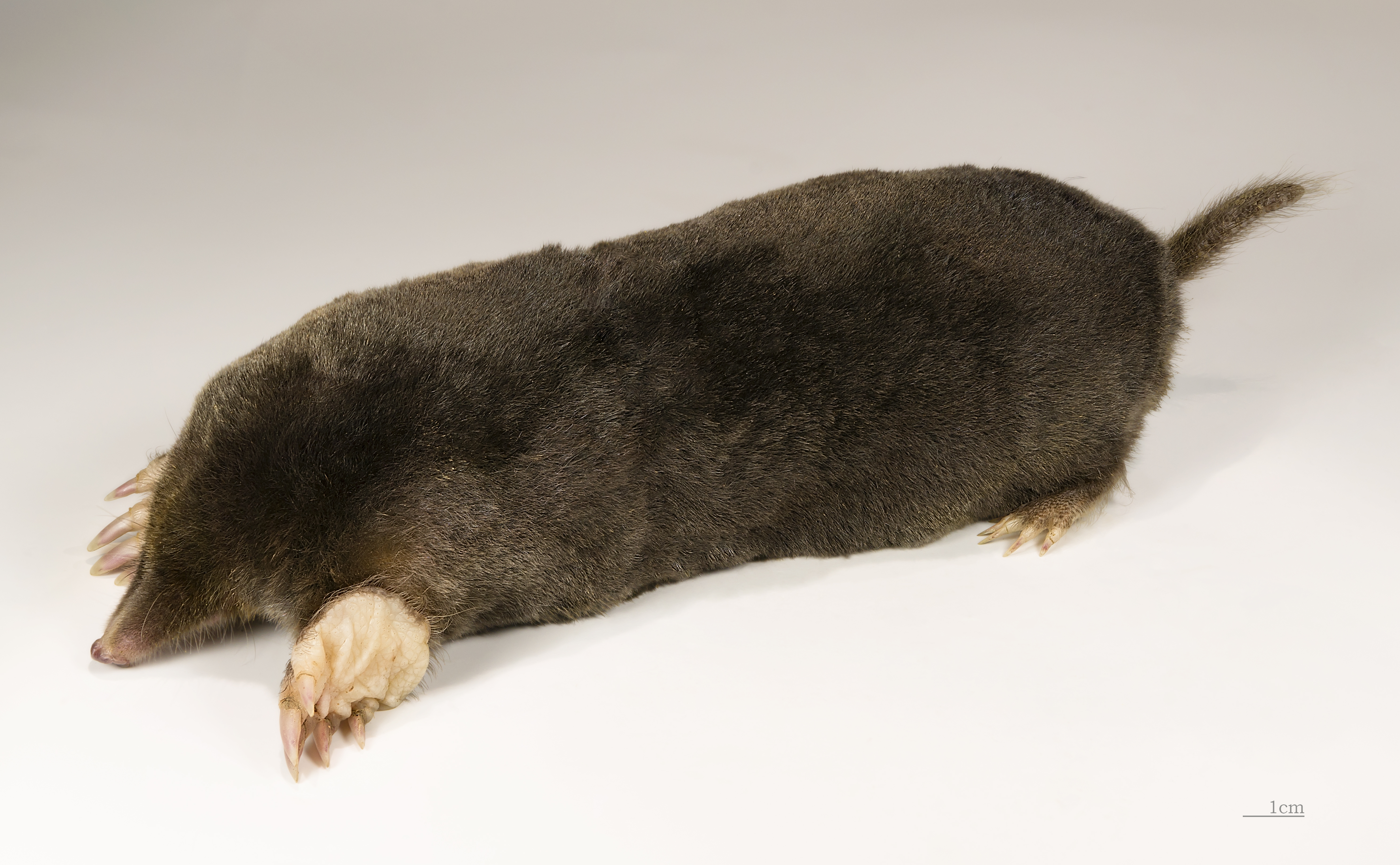
Topo común.

- Desmán, aguanzón, ratu de ríu (Galemys pyrenaicus)
- Topo común, topu (Talpa europaea)
- Topo ciego, topu (Talpa caeca)

## OrdenQuirópteros

### FamiliaRinolophidae
- Murciélago de herradura grande, esperteyu (Rhinolophus ferrumequinum)
- Murciélago de herradura pequeño, esperteyu (Rhinolophus hipposideros)
- Murciélago de herradura mediterráneo, esperteyu (Rhinolophus euryale)

### FamiliaVespertilionidae

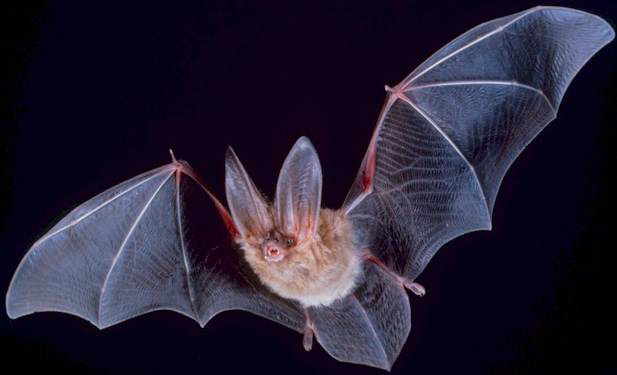
Murciélago orejudo

- Murciélago común (Pipistrellus pipistrellus)
- Murciélago soprano (Pipistrellus pygmaeus)
- Murciélago de borde claro (Pipistrellus kuhlii)
- Murciélago montañero (Hypsugo savii)
- Nóctulo menor (Nyctalus leisleri)
- Nóctulo común (Nyctalus noctula)
- Nóctulo grande (Nyctalus lasiopterus)
- Murciélago hortelano (Eptesicus serotinus)
- Murciélago ribereño (Myotis daubentonii)
- Murciélago bigotudo (Myotis mystacinus)
- Murciélago orejirroto (Myotis emarginatus)
- Murciélago de Natterer (Myotis nattereri))
- Murciélago de Bechstein (Myotis bechsteinii)
- Murciélago ratero (Myotis myotis)
- Murciélago ratonero (Myotis blythii)
- Murciélago troglodita (Miniopterus schreibersii)
- Murciélago orejudo septentrional (Plecotus auritus)
- Murciélago orejudo gris (Plecotus austriacus)
- Murciélago forestal (Barbastella barbastellus)

### Familiamolossidae

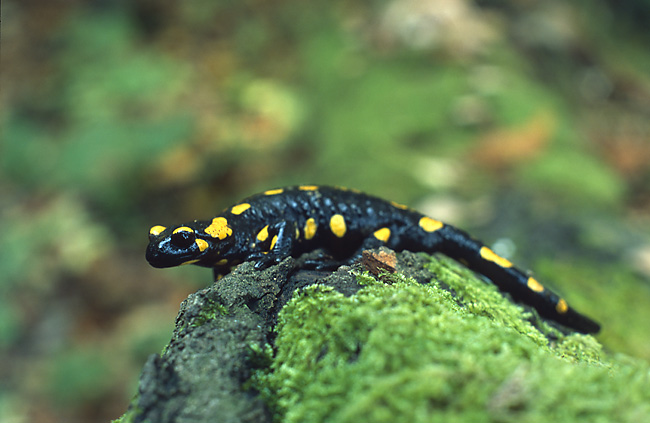
Salamandra.

- Murciélago rabudo, esperteyu (Tadarida teniotis)

### Anfibios

#### FamiliaSalamandridae

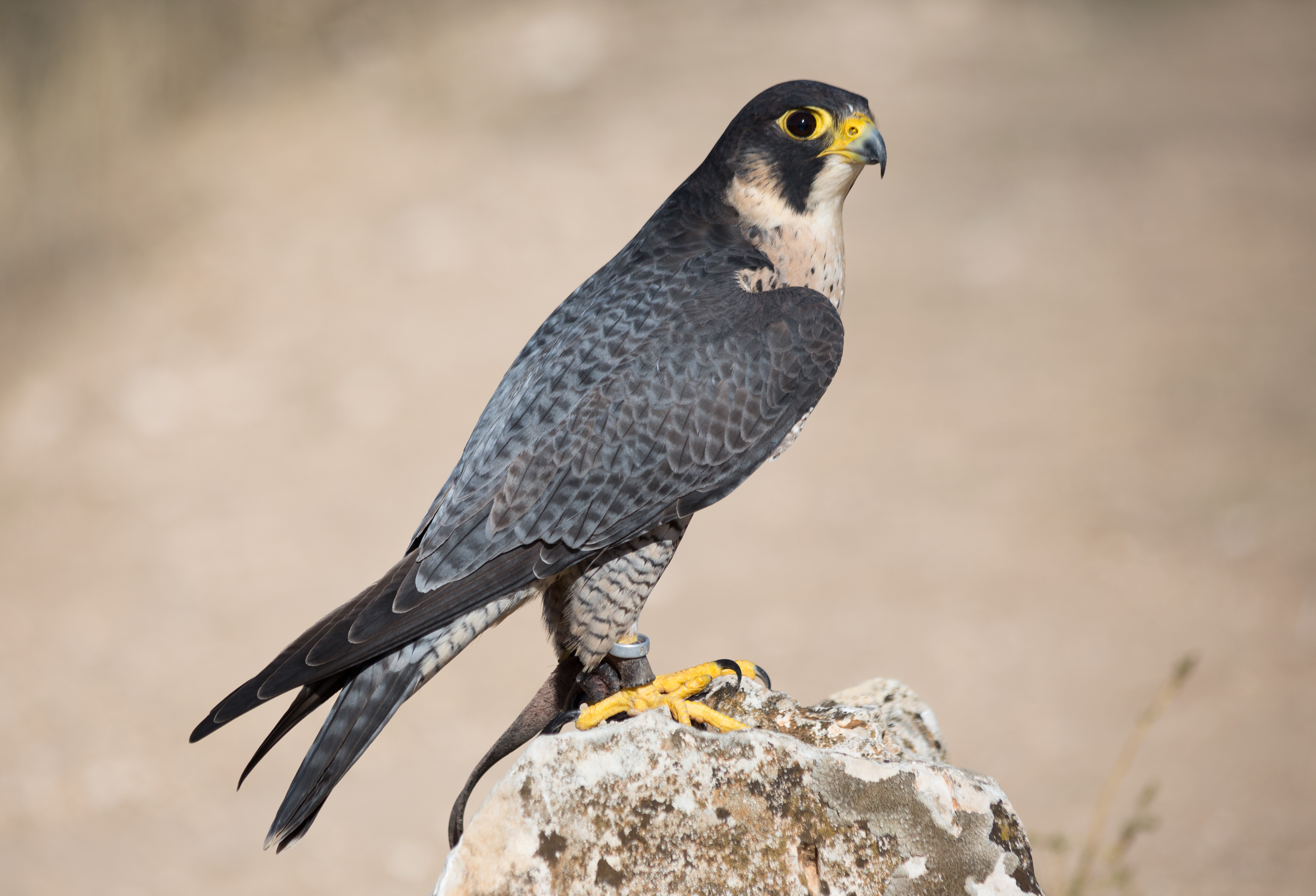
Halcón peregrino.

- Salamandra rabilarga, sacavera (Chioglossa lusitanica)
- Salamandra común, sacavera (Salamandra salamandra)
- Tritón alpestre (Triturus alpestris)
- Tritón ibérico (Triturus boscai)
- Triton palmeado (Triturus helveticus)
- Tritón jaspeado, guardafontes, mexafontes (Triturus marmoratus)

#### FamiliaAlytidae
- Sapo partero común (Alytes obstetricans)
- Sapillo pintojo (Discoglossus pictus)

#### FamiliaBufonidae
- Sapo común (Bufo bufo)
- Sapo corredor (Epidalea calamita)

#### FamiliaHylidae
- Ranita de San Antonio (Hyla arborea)

#### FamiliaRanidae

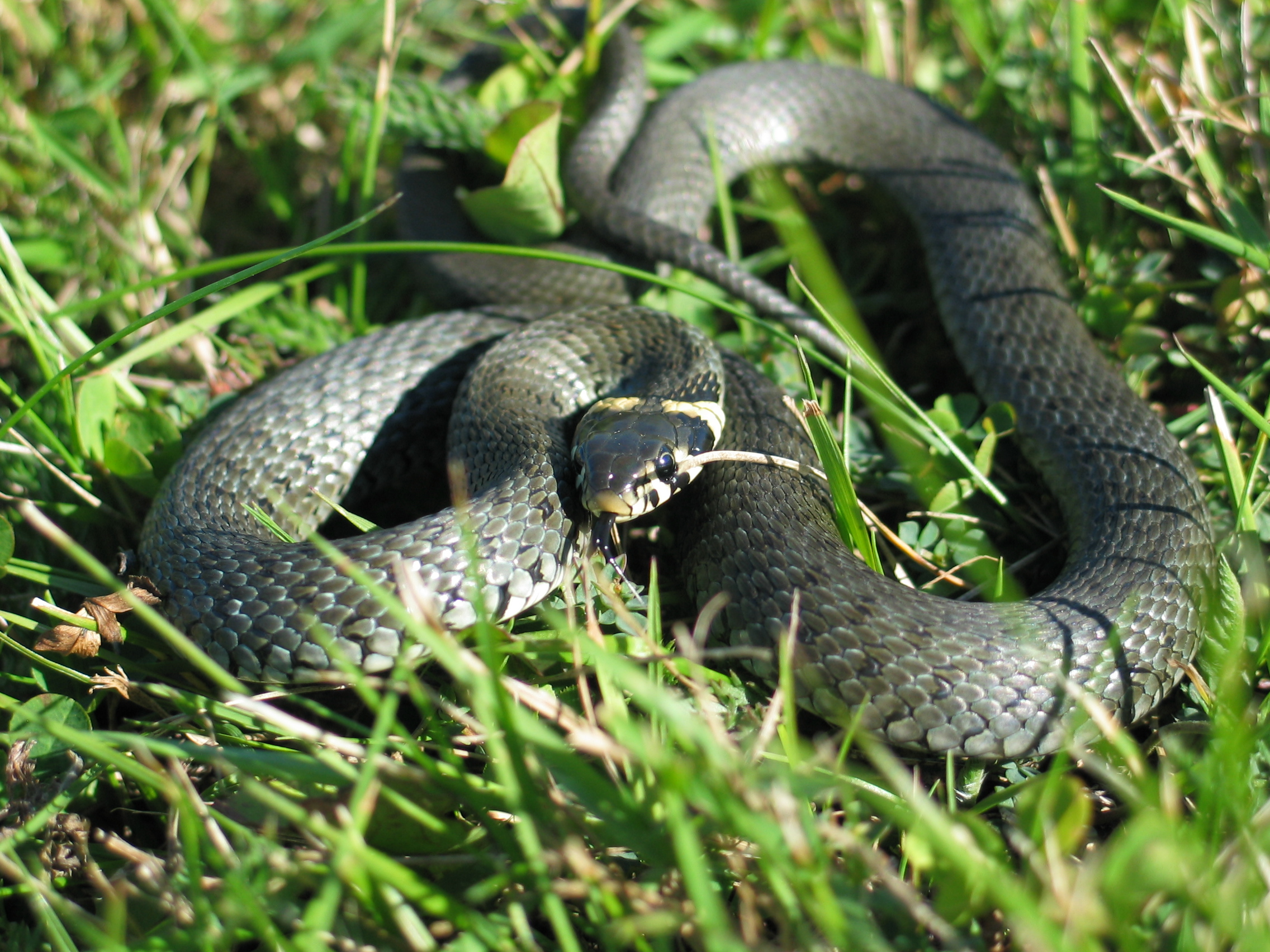
Culebra (Natrix natrix).

- Rana patilarga (Rana iberica)
- Rana bermeja (Rana temporaria)

### Reptiles

#### FamiliaEmydidae
- Galápago europeo (Emys orbicularis)

#### FamiliaAnguidae
- Lución (Anguis fragilis)

#### FamiliaLacertidae

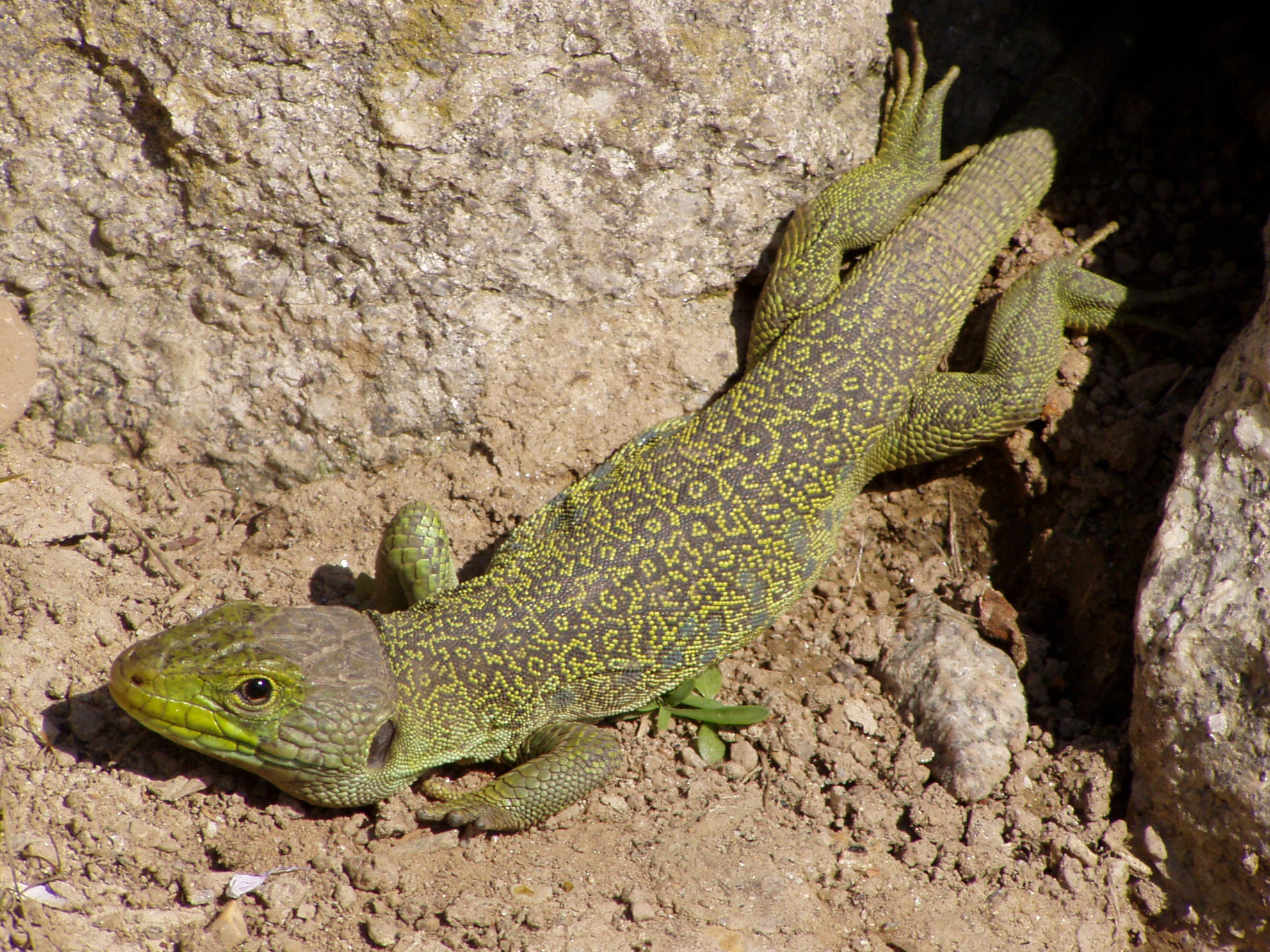
Lagarto ocelado(Lacerta lepida).

- Lagartija serrana (Lacerta monticola)
- Lagartija ibérica (Podarcis hispanica)
- Lagartija roquera (Podarcis muralis)
- Lagartija de turbera (Lacerta vivipara)
- Lagarto verdinegro (Lacerta schreiberi)
- Lagarto verde (Lacerta viridis)
- Lagarto ocelado (Lacerta lepida)

#### FamiliaScincidae
- eslizón ibérico (Chalcides bedriagai)

#### FamiliaColubridae

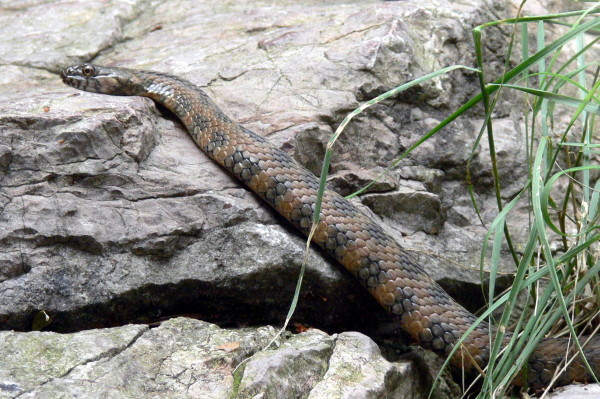
Culebra viperina.

- Coronella europea (Coronella austriaca)
- Culebra viperina, (Natrix maura), culiebra viperina
- Culebra de collar (Natrix natrix), culiebra collariega

#### familiaViperidae
- Seoanei víbora (Vipera seoanei), víbora
- Vipera aspis

### Peces

#### FamiliaCyprinidae
- Barbo de montaña (Barbus meridionalis)
- Carpa (Cyprinus carpio)
- Boga de río (Chondrostoma polylepis)

#### FamiliaAnquilidae

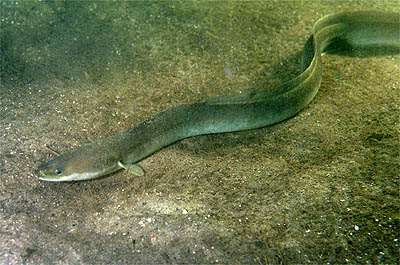
Anguila (Anguilla anguilla).

- Anguila (Anguilla anguilla)

#### FamiliaSalmonidae
- Salmón (Salmo salar)
- Trucha común (Salmo trutta)
- Trucha arco iris (Oncorhynchus mykiss)

#### FamiliaMugilidae
- Mugil (Mugil cephalus)

### Aves

#### FamiliaHydrobatidae

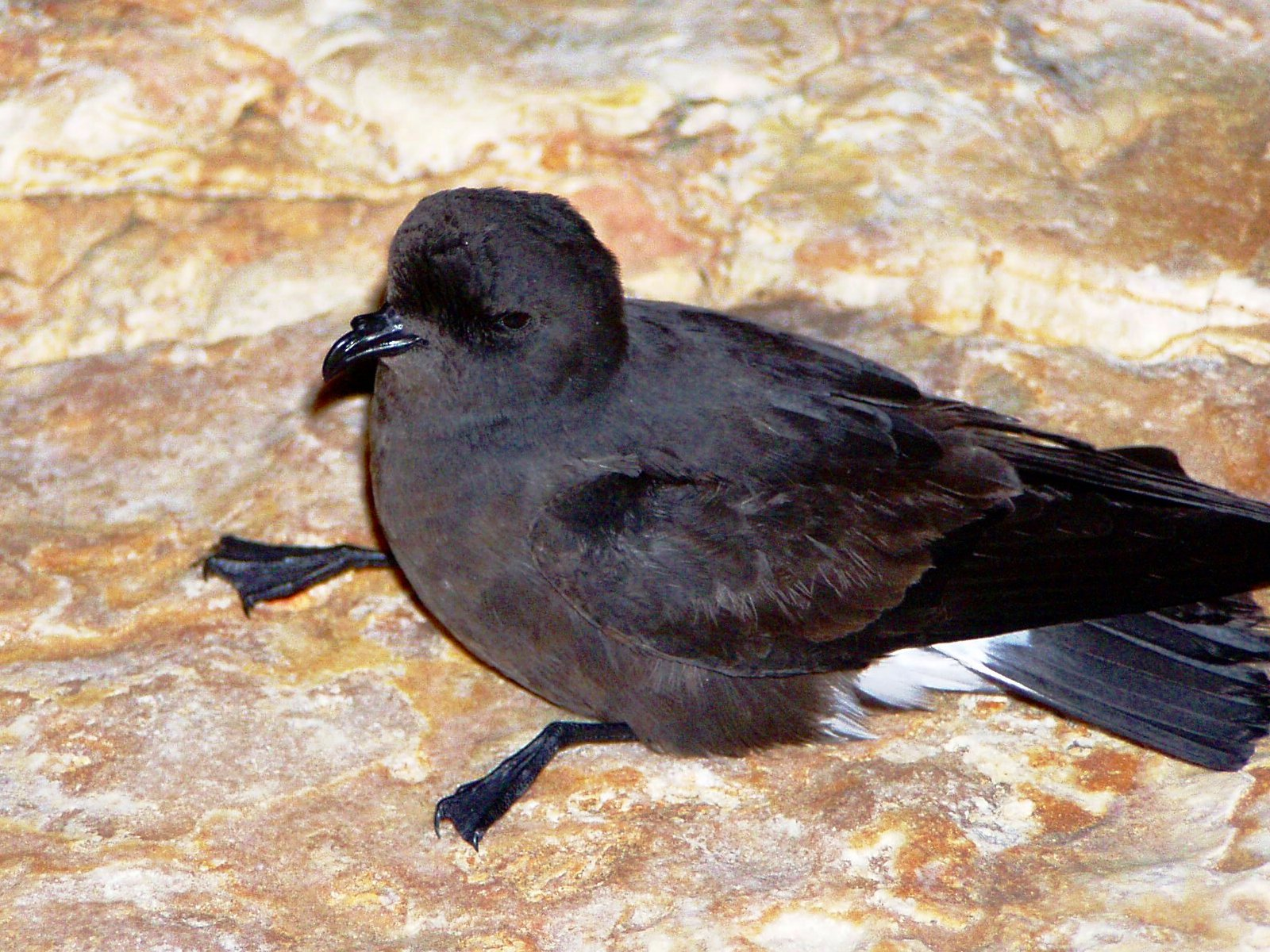
Paiño común.

- Paiño común (Hydrobates pelagicus pelagicus)

#### Familia
- Avetorillo común (Ixobrychus minutus)

#### FamiliaCiconiidae
- Cigüeña blanca (ciconia ciconia)

#### FamiliaAccipitridae
- Alimoche, zapiquera (Neophron percnopterus)
- Buitre leonado utre (Gyps fulvus)
- Águila culebrera (Circaetus gallicus)
- Aquilucho laquero (Circus aeruginosus)
- Azor, (Accipiter gentilis), Ratonero común, ferre
- Cernícalo vulgar, (Falco tinnunculus), aviquina, peñerina
- Gavilán  (Accipiter nisus), ferruchu
- Águila real (Aquila chrysaetos), águila prieta
- Águila perdicera (Aquila fasciata)
- Ratonero Común,  (Buteo buteo) pardón

#### FamiliaFalconidae
- Esmerejón (Falco columbarius)
- Alcotán (Falco subbuteo)
- Halcón peregrino ferre palomberu (Falco peregrinus)

#### FamiliaTetraonidae
- Urogallo, faisán, gallu (Tetrao urogallus)

#### FamiliaPhasianidae
- Perdiz pardilla (Perdix perdix hispaniensis)

#### FamiliaHaematopodidae
- Ostrero (Haematopus ostralegus)

#### FamiliaBurhinidae

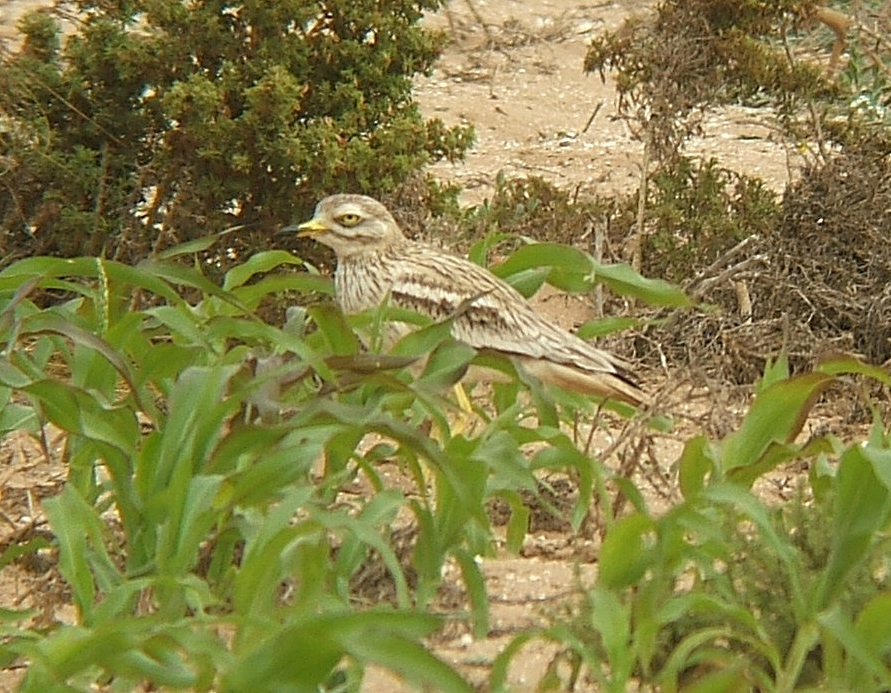
Alcaraván.

- Alcaraván (Burhinus oedicnemus)

#### FamiliaScolopacidae
- Agachadiza común (Gallinago gallinago)
- Becada (Scolopax rusticola)
- Zarapito real (Numenius arquata)

#### FamiliaColumbidae
- Tórtola común (Streptopelia turtur)

#### FamiliaStrigidae

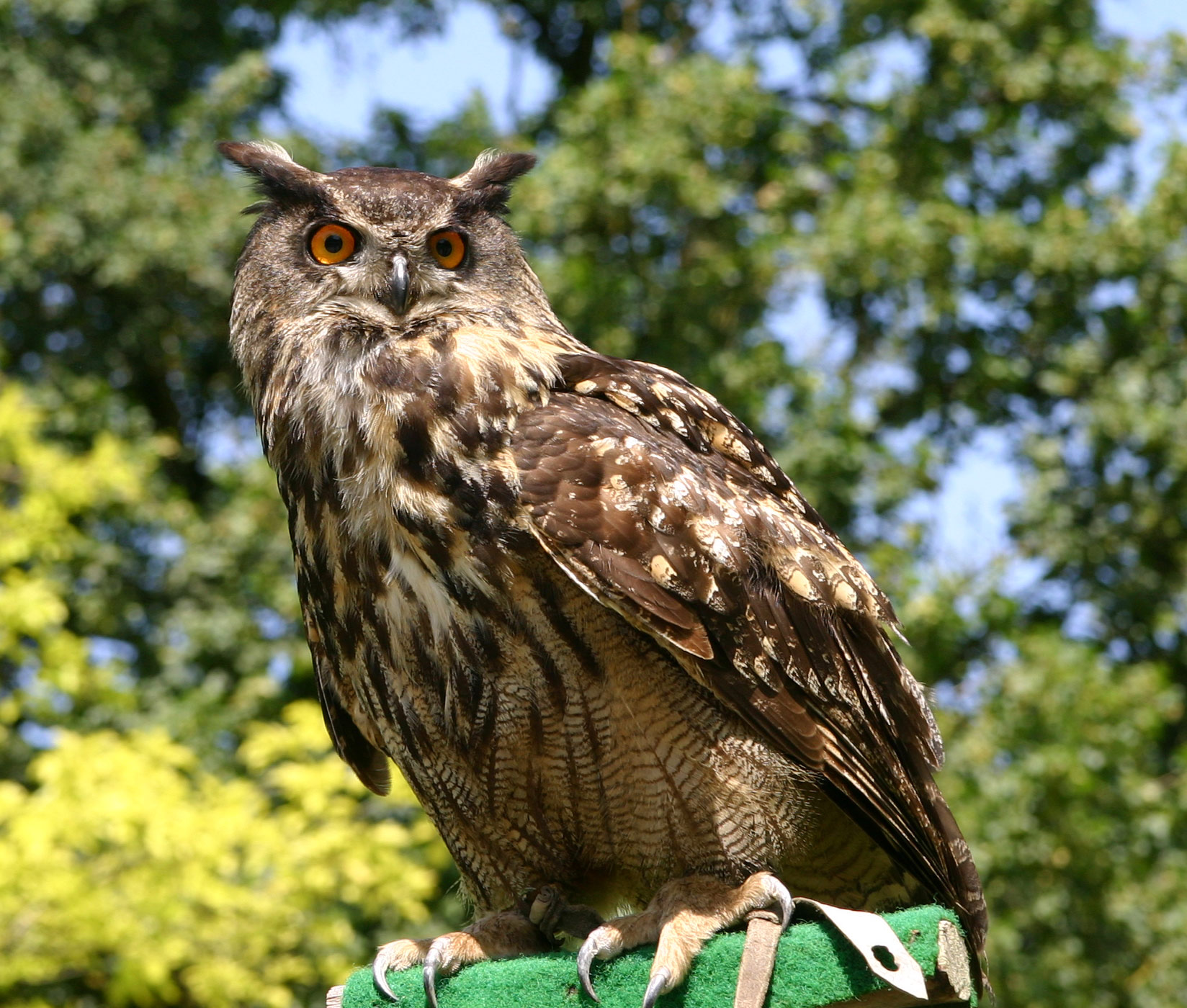
Búho real.

- Búho real (Bubo bubo), uxu
- Cárabo Común (Strix aluco)

#### Familia Cinclidae
- Mirlo acuático, Cinclus cinclus, tordu d'agua'

#### FamiliaAlcedinidae
- Martín Pescador (Alcedo atthis) 'verderríos, samartín

#### FamiliaPicidae
- Pico negro (Dryocopus martius)
- Pico mediano (Dendrocopos medius)
- Pico menor (Dendrocopos minor)

#### FamiliaHirundinidae
- Avión zapador (Riparia riparia)

## Invertebrados
- Cangrejo de río (Austropotamobius pallipes)
- Cangrejo rojo (Procambarus clarkii)